# Tombakowa młodzież
Tombakowa młodzież – istniejąca w czasach drugiej wojny światowej subkultura młodzieżowa. 
Reprezentanci tombakowej młodzieży naśladowali modną podówczas francuską subkulturę "zazous", słuchali jazzu i ubierali się w sposób podobny do późniejszych bikiniarzy. Subkultura była potępiana przez Polaków i uważana za zdradę ojczyzny. Również niemiecki polskojęzyczny dziennik Nowy Kurier Warszawski potępiał subkulturę. 